# Diplazium riparium
Diplazium riparium är en majbräkenväxtart som beskrevs av Richard Eric Holttum.
Diplazium riparium ingår i släktet Diplazium och familjen Athyriaceae. Inga underarter finns listade i Catalogue of Life.